# مرجان سلحشوری
مرجان سلحشوری (زاده ۲۱ مهر ۱۳۷۵، اصفهان) تکواندوکار ایرانی می‌باشد. او در رقابت‌های پومسه تکواندو انفرادی بانوان بازی‌های آسیایی ۲۰۱۸ برنده مدال نقره شد.